# Dammam Sports Hall
Dammam Sports Hall ist eine Mehrzweckhalle in der Dammam Sports City in der saudi-arabischen Stadt Dammam.
Dort war ein Impfzentrum während der COVID-19-Pandemie eingerichtet.